# Международный математический институт имени Эйлера
Международный математический институт имени Эйлера (ММИ имени Эйлера) — научное учреждение в Санкт-Петербурге. Основан в 1988 году под эгидой Ленинградского отделения Математического института имени Стеклова с целью организации международного научного сотрудничества и создания условий для совместных исследований российских и зарубежных учёных (в первую очередь математиков) по инициативе академика Фаддеева. Назван в честь Леонарда Эйлера, проведшего в Санкт-Петербурге большую часть профессиональной жизни. С 1990-х годов входит в состав ПОМИ РАН на правах отдела. Основные направления деятельности — фундаментальные исследования, организация конференций, семинаров, конкурсов; действует аспирантура по математике, теоретической информатике, математической и теоретической физике.
К 2020 году институт нарастил научную активность на базе института Стеклова и факультета математики и компьютерных наук СПбГУ, развивал международное сотрудничество, получил крупное государственное и частное финансирование. Однако с началом войны на Украине международное сотрудничество было практически полностью прекращено.
С момента основания до 2017 года директором был Людвиг Фаддеев, директор с 2017 года — Пётр Зограф. По состоянию на 2022 год в институте работают 37 научных сотрудников. Полное наименование — Санкт-Петербургский международный математический институт имени Леонарда Эйлера.

## Здание
Расположен в здании по адресу Песочная набережная, д. 10, по которому в середине XIX века находилась деревянная усадьба сына директора Императорского Царскосельского лицея капитана Энгельгардта. В 1860-х годах усадьбу купила жена почётного гражданина В. А. Новинская. В начале XX век владельцами стали внучки Новинской. В 1913—1914 по проекту архитектора Н. Е. Лансере для них был построен двухэтажный каменный особняк в стиле неоклассицизма. Каждая из сестёр занимала отдельный этаж с отдельным набором помещений.
В советское время здесь долгое время находился туберкулёзный диспансер.